# 高宮菜々子
高宮 菜々子（たかみや ななこ）は、日本のAV女優。バンビプロモーション所属。

## 略歴
2016年12月に「櫻井菜々子（さくらい ななこ）」としてデビューした熟女系AV女優。
2018年3月9日、公式ツイッターでファンスタープロモーションに所属事務所を移籍し「汐宮菜々子」に改名したことを報告するも、間もなく活動を休止。
2019年4月にキネマ座の専属女優「高宮菜々子」として再デビュー。所属事務所はバンビプロモーション。

## 人物
埼玉県出身。
趣味はスポーツ観戦・ピアノ、特技は書道・着付け。

## 出演作品

### アダルトDVD
「櫻井菜々子」名義
2016年
- 初撮り人妻ドキュメント（12月29日、センタービレッジ）

2017年
- 初撮り人妻、ふたたび。（1月26日、センタービレッジ）
- 私…実は隣人に毎日中出しされています 〜となりに住む不良少年に犯されて〜（3月9日、センタービレッジ）
- 生本番一発着床! ショートカットの爽やか妻は無限大∞のSEXポテンシャルを秘めたエロ堕天使だった! スレンダー貧乳乳首をギンギンに硬直させて涎を垂れ流しイキまくりッ!!（4月13日、ヴィーナス）
- 卑辱の勃起乳首嫁しばり（5月13日、ヴィーナス）
- 友人の母親（6月13日、ヴィーナス）
- フレッシュ人妻ノンフィクション絶頂ドキュメンタリー!! 日常生活で困るほど全身性感帯のドM妻 ななこさん 33歳（7月1日、マドンナ）※「ななこ」名義
- Coming Out カミングアウト 本当の私を見てください。 マゾの逸材!苦痛が快楽!全身超性感帯! 脳イキがヒド過ぎて電車に乗れない淑やか美人妻の性癖告白ドキュメント（7月7日、えむっ娘ラボ）
- 「このまま中に出すつもり!?」 息子に欲情されて犯られる母が困惑しながら本気で感じてしまう近親○姦（7月10日、ブリット）※「なおこ」名義　他出演:のぞみ、まさこ、ゆり
- 夫の前で痴漢に絶頂(いか)された妻（7月13日、ヴィーナス）
- 田舎の近親相姦 息子が母を犯す瞬間（7月25日、グローバルメディアエンタテインメント）
- イケメンが熟女を部屋に連れ込んでSEXに持ち込む様子を盗撮したDVD。 77 〜強引にそのまま中出ししちゃいました〜（8月1日、熟女JAPAN）※「あやめ」名義　他出演:きょうこ
- 勃起不全の夫が全身性感帯の妻に贈ったプレイルーム（8月7日、マドンナ）
- 本気(マジ)口説き 人妻編 40 ナンパ▶連れ込み▶SEX盗撮▶無断で投稿（8月11日、MAGIC）※「Nさん」名義　他出演:Aさん
- 近親［無言］相姦 隣にお父さんがいるのよ…（8月13日、ヴィーナス）
- 子種を欲しがる熟女四姉妹物語（8月24日、センタービレッジ）共演:内原美智子、南條れいな、古川祥子
- 〜浮気願望を抑えられずに応募してきた人妻たち〜 「私が持っている自慢の勝負下着を見てください」 2 旦那に内緒で撮影に来た奥様4名収録（9月8日、クリスタル映像）※「ななこ」名義　他出演:ゆり、かなえ、りえ
- 彼女のママの乳首チラッチラ。（9月13日、ヴィーナス）
- ザ・面接 VOL.155 ヌメヌメ女子 べちょべちょ女子 ズルズル女子とか 癒しもあるで（9月20日（レンタル）/11月24日（セル）、アテナ映像）他出演:桜城あんな、明里ともか、池上まひろ、長澤ルナ、椎名明日美、苑田あゆり、片山奈々
- 長乳首 人妻狩り（9月24日、ジュエル）※「神林恭子」名義
- ノンストップ凌辱 7（9月25日、セレブの友）共演:桃瀬ゆり
- 四十路の発情期 若チ○ポを漁るヤリマン妻たち 出会い系で釣った欲求不満妻4名（10月6日、クリスタル映像）※「ななこ」名義　他出演:りえ、ゆり、かなえ
- 美熟女レズ色情飼育 レズの館（10月13日、U&K）共演:葵千恵、加藤ツバキ
- WifeLife vol.029 「昭和55年生まれの櫻井菜々子さんが乱れます 撮影時の年齢は37歳 スリーサイズはうえから順に89/59/88」 あなた見て…止まらないNTR願望（10月20日、SEX Agent）
- 近親相姦で躾けられた私 2（10月25日、セレブの友）
- 素人妻自宅不倫ドキュメント FILE1 自宅不倫願望のある奥様が自宅に撮影スタッフを呼んでやりまくる（11月2日、F&A）※「ななこ」名義
- コタツの中で内緒で悪戯 歳の近い義母が欲情極まり近親○姦生中出し 3（11月10日、ブリット）※「ななみ」名義　他出演:さき、ひろこ、あや
- 人妻出張整体師を自宅に連れ込んで…（12月7日、F&A）他出演:菅野真弓、白咲ゆず
- S級熟女コンプリートファイル 櫻井菜々子 6時間（12月13日、ヴィーナス）※ベスト版
- 五つ星 美人妻ナンパ中出し 一夜のねっとり不倫SEX4時間SP（12月15日、ロータス）他出演:青山はな、稲垣かほ、宮野ゆかな
- 顔出し!美人妻限定 ザ・マジックミラー 清楚な奥様に白濁汁が溢れ出るまでイってもやめないデカチン追撃ピストン! in池袋 短小チ○ポの旦那とのマンネリ生活で刺激が欲しい欲求不満マ○コが連続本気イキ! 合計48回!（12月19日、ディープス）他出演:中村日咲 ほか

2018年
- 素人チューハイ 朝までナンパ酒!!（1月7日、桃太郎映像出版）他出演:とみの伊織、諸星エミリー ほか
- おばんにおまかせ 4 〜とろける口内の安らぎ、激しい貪りに感じる強さ、欲望を受け止める包容力。男が熟女に行き着く訳〜（1月19日、SEX Agent）他出演:一条綺美香、井上綾子、円城ひとみ、広永有未、森下美緒、艶堂しほり、内原美智子、秋月しずこ
- 人妻イラマチオ 不貞妻ノ喉奥ヲ蹂躙セヨ（2月2日、ワープエンタテインメント）
- 素人人妻ナンパ中出し（2月9日、S級素人）他出演:舞島あかり、市原由芽、涼宮ましろ
- 本当にあった民泊トラブル!?些細な事から問題連続発生!家族と旅人の交流を夢見た美熟女妻は宿泊者にカラダを弄ばれる!!（2月9日、MAGIC）他出演:福田涼子、神谷はるか
- 家政婦が見た、奥様秘密のレズ不倫（2月13日、U&K）共演:桜木えみ香、杉浦花音
- 全国熟女捜索隊 田舎に泊まろう! 神奈川・真鶴編（2月19日、ルビー）
- 調教される母（3月23日、グローバルメディアエンタテインメント）

「高宮菜々子」名義
2019年
- ドキュメント Re Debut菜々子(仮)（4月26日、キネマ座）※「菜々子」名義
- ドキュメント Re Debut菜々子(仮) Ⅱ エレジー（5月31日、キネマ座）※「菜々子」名義
- ドキュメント はじめまして。 Debut 高宮菜々子 スパーク（6月28日、キネマ座）
- 現代における奇譚な男女の物語（7月26日、キネマ座）
- スチュワーデスin...(脅迫スイートルーム)（10月4日、ドリームチケット）
- マングリ肉便器 ドMな人妻を連続種付け（10月19日、ドグマ）
- デリヘル呼んだら君が来た 本当に“ヤレ”た!! 人気熟女デリヘル嬢と本○密撮 2（10月25日、キネマ座）他出演:三島奈津子、南あや、大崎静子
- 麗しののど奥便器妻 菜々子さん ゲボォォォォォおえぇぇぇぇぇぇぇ 手加減無用の狂速イラマチオに痙攣リバースアクメ!（10月25日、えむっ娘ラボ）
- 恥ずかしがる四十路・五十路スカウト!! その場で口説いてAV出演交渉!? 恥じらい顔でカメラを見つめる、顔良し身体良しの奇跡の熟女をGET!!（10月26日、ビッグモーカル）他出演:森下美緒 ほか
- 路上ナンパ即パコボックスカー デカ尻おばさんと2人っきりの車内でブルマ撮影会 恥じらう奥様の肉厚ブルマ尻にデカチン即ハメ! 強引な挿入と寸止め焦らしピストンで忘れていたメスの性欲を思い出した美人妻! 激しい杭打ち騎乗位で精子を何度も搾り取る連続中出しSEX 合計14発!（11月7日、ディープス）他出演:加藤あやの、水谷あおい
- 美しすぎる華道家を串刺しセックス（11月14日、センタービレッジ）

### アダルトVR
「櫻井菜々子」名義
- 完熟の味（2017年10月6日、CASANOVA）
- 男性限定 チクビ性感クリニック（2018年1月12日、ワープエンタテインメント）
- 「ずっとあなたとセックスしたかったんです…」 隣の美人若妻が誘惑してきてイチャラブ中出しセックス!（2018年2月1日、KMPVR）他出演:舞島あかり、涼宮ましろ

「高宮菜々子」名義
- buz流人妻調教! 夫のセックスでは満足出来ない人妻が通う 調教倶楽部。ドM人妻菜々子（2019年7月25日、VR bus）
- ツン顔でイキガマンするオンナ教師（2019年10月14日、ワープエンタテインメント）

## 書籍 等

### 新聞
- 夕刊フジ（2019年6月1日） - インタビュー

### 雑誌
- 月刊FANZA 2019年9月号（ジーオーティー） - インタビュー